# Entelecara sombra
Entelecara sombra là một loài nhện trong họ Linyphiidae.
Loài này thuộc chi Entelecara. Entelecara sombra được Ralph Vary Chamberlin & Wilton Ivie miêu tả năm 1947.